# Чипрана
Чипрана (ісп. Chiprana) — муніципалітет в Іспанії, у складі автономної спільноти Арагон, у провінції Сарагоса. Населення — 276 осіб (2010).
Муніципалітет розташований на відстані близько 320 км на схід від Мадрида, 75 км на південний схід від Сарагоси.

## Демографія
Динаміка населення (INE):